# II. Iszlám Giráj krími kán
II. Iszlám Giráj (krími tatár: II İslâm Geray, ٢ اسلام كراى), (? – 1588) krími tatár kán.
Iszlám I. Devlet Giráj kán fia volt. Apja Isztambulba küldte, ahol több évig élt a szultán udvarában. 1574-ben otthagyta az udvart és Burszába, egy derviskolostorba költözve a vallásnak szentelte magát. 1584-ben a szultán leváltotta bátyját, II. Mehmed Girájt, mert megtagadta a hadba hívó parancsát. Helyére Iszlámot nevezte ki.

A Krímre érkezve a derviskán bel- és külpolitikai krízis közepén találta magát. II. Mehmed meggyilkolása miatt forrongtak a klánok, Mehmed rokonai és az őket támogató Manszur klán a nogáj tatárokhoz menekültek, de bármikor visszatérhettek és Moszkva is azt követelte hogy a kán tegyen neki vazallusi esküt, vagy megszállja a Krímet. Iszlám legfőbb támogatói a török csapatok voltak, de a szultánnal való viszonyát is megmérgezte az, amikor a parancsainak nem engedelmeskedő klánok rátámadtak Moldva szultáni fennhatóság alatt levő részére.
II. Mehmed fia, II. Szadet Giráj vissza is tért a nogájoktól, elfoglalta Bahcsiszerájt és kikiáltotta magát kánnak. Két hónapba telt, míg a török erősítés megérkezett és visszahelyezték a trónra Iszlámot. 

Iszlám vezette be, hogy a nyilvános imák során a kán neve előtt kell megemlíteni a szultánét.

1588-ban halt meg Ak-Kermanban, miközben Lengyelország ellen készített elő hadjáratot.

## Fordítás
Ez a szócikk részben vagy egészben  a(z)   Іслям II Ґерай című ukrán Wikipédia-szócikk ezen változatának fordításán alapul.  Az eredeti cikk szerkesztőit annak laptörténete sorolja fel. Ez a jelzés csupán a megfogalmazás eredetét és a szerzői jogokat jelzi, nem szolgál a cikkben szereplő információk forrásmegjelöléseként.
| Előző uralkodó: II. Szadet Giráj | Krími kán 1584 – 1588 | Következő uralkodó: II. Gázi Giráj |